# 仲原 (東大和市)
仲原（なかはら）は、東京都東大和市の町名。現行行政地名は仲原一丁目から仲原四丁目。郵便番号207-0016。

## 地理
東大和市の中央西部に位置する。東から時計回りに、東大和市清原、東大和市向原、東大和市南街、東大和市中央、東大和市高木、東大和市狭山、東大和市清水、に隣接する。

## 交通

### 鉄道
| 近隣の駅                         |
| -------------------------------- |
| 西武拝島線 - 東大和市駅（SS 32） |

### バス
- 西武バス立川営業所…周辺の路線を運行している。

### 道路
- 新青梅街道
- 中央通り